# Мельничук Федір Вікторович
Фе́дір Ві́кторович Мельничу́к (27 квітня 1994, с. Бейзимівка, Чуднівський район, Житомирська область, Україна — 9 січня 2016, смт Зайцеве, Горлівська міська рада, Донецька область, Україна) — сержант Збройних сил України, учасник війни на сході України.

## З життєпису
Оператор (42-й окремий мотопіхотний батальйон, 57-ма окрема мотопіхотна бригада), позивний «Леон».
Загинув від численних осколкових поранень внаслідок гранатометного обстрілу.
По смерті залишились батьки, молодші брат і сестра, дружина та двоє дітей.
Похований у с. Бейзимівка, Чуднівський район, Житомирська область.

## Нагороди та вшанування
- Указом Президента України № 23/2017 від 3 лютого 2017 року, «за особисту мужність, виявлену у захисті державного суверенітету та територіальної цілісності України, самовіддане виконання військового обов'язку», нагороджений орденом «За мужність» III ступеня (посмертно)[2].
- Вшановується в меморіальному комплексі «Зала пам'яті», в щоденному ранковому церемоніалі 9 січня[3][4].